# Чаплинский, Людвиг Адамович
Людвиг (Людовиг) Адамович Чапли́нский (1881, Красноярск — 1916) — российский тяжелоатлет и тренер, арбитр, журналист. Неоднократный мировой рекордсмен в поднятии тяжестей.

## Биография
Родился в Красноярске в семье юриста, польского ссыльного. В 1907 году окончил экономическое отделение Санкт-Петербургского политехнического института.. Работал в банке.
Инициатор создания и первый президент Всероссийского союза тяжёлой атлетики (1913).
Принимал участие в подготовке сборной России к Олимпийским играм в Стокгольме (1912 г.), входил в организационный комитет по организации и проведению Всероссийских Олимпиад в 1913 и 1914 годах.
В 1913 году участвовал в работе Первого Всемирного конгресса тяжелой атлетики в Берлине, где был избран секретарём Исполнительного бюро Всемирного союза тяжелой атлетики. Главный арбитр шести первенств России по тяжёлой атлетике (1908 — 1916). Составил в 1913 году первую в истории официальную таблицу всероссийских рекордов по тяжелой атлетике. В 1915 году опубликовал в журнале "К спорту!" серию очерков "Краса и гордость русской тяжёлой атлетики".
Председатель Петроградского Общества физического развития "Санитас" (1912-1916)
В 1916 ушёл добровольцем на фронт Первой мировой войны и вскоре погиб.